# Tokariwka (rejon wozniesieński)
Tokariwka (ukr. Токарівка, do 2016 Kudriawciwka, ukr. Кудрявцівка) – osiedle typu miejskiego na Ukrainie, w obwodzie mikołajowskim, w rejonie wozniesieńskim, w hromadzie Wesełynowe. W 2001 liczyło 2152 mieszkańców, spośród których 1965 wskazało jako ojczysty język ukraiński, 161 rosyjski, 4 mołdawski, 1 bułgarski, 3 białoruski, 5 ormiański, 4 romski, a 9 inny.